# Олсон, Барбара
Ба́рбара О́лсон (англ. Barbara Olson), урождённая — Ба́рбара Кэй Брэ́чер (англ. Barbara Kay Bracher; 27 декабря 1955, Хьюстон, Техас — 11 сентября 2001, Арлингтон, Виргиния) — американский юрист, телекомментатор и писательница.

## Биография
Родилась 27 декабря 1955 года в Хьюстоне (штат Техас, США). У неё были брат и сестра — Дэвид Брэчер и Тони Лоуренс (Брэчер). Барбара окончила «Waltrip High School» и получила степень бакалавра искусств в «Университете Святого Томаса».
На 1990-е годы пришёлся взлёт карьеры. Она была успешным юристом, телекомментатором и писательницей.
Погибла в 45-летнем возрасте в Арлингтоне, когда 11 сентября 2001 г. самолёт (Рейс 77 American Airlines 11 сентября 2001), на котором она летела по рабочим делам, врезался в Пентагон. Во время захвата террористами самолёта Барбара дважды успела позвонить своему супругу — Теодору Олсону (были женаты с 1996 года). Во время первого разговора она сказала супругу: «Наш самолёт захвачен» и рассказала, как террористы согнали пассажиров и пилота в заднюю часть самолёта. Она не сказала ничего ни о количестве террористов, ни об их национальности. Затем разговор прервался. Теодор немедленно позвонил в командный центр министерства юстиции, где ему сказали, что официальным лицам ничего неизвестно об угоне этого самолёта. Через несколько минут Барбара ещё раз связалась с супругом и спросила: «Что я должна сказать пилоту?» — это были её последние слова.